# 托德冰川
68°3′S 67°3′W / 68.050°S 67.050°W
托德冰川（英語：Todd Glacier），是南極洲的冰川，位於葛拉漢地的法利埃海岸，長13公里，最終注入卡爾梅特灣，由美國探險隊拍攝空中照片，現時由南極條約體系管理。